# Mesonemurus steineri
Mesonemurus steineri is een insect uit de familie van de mierenleeuwen (Myrmeleontidae), die tot de orde netvleugeligen (Neuroptera) behoort. 
Mesonemurus steineri is voor het eerst wetenschappelijk beschreven door Hölzel in 1972.